# Daler Sogn
Daler Sogn (deutsch Dahler) ist eine Kirchspielsgemeinde (dänisch Sogn) in der Region Syddanmark, Dänemark.

## Geschichte

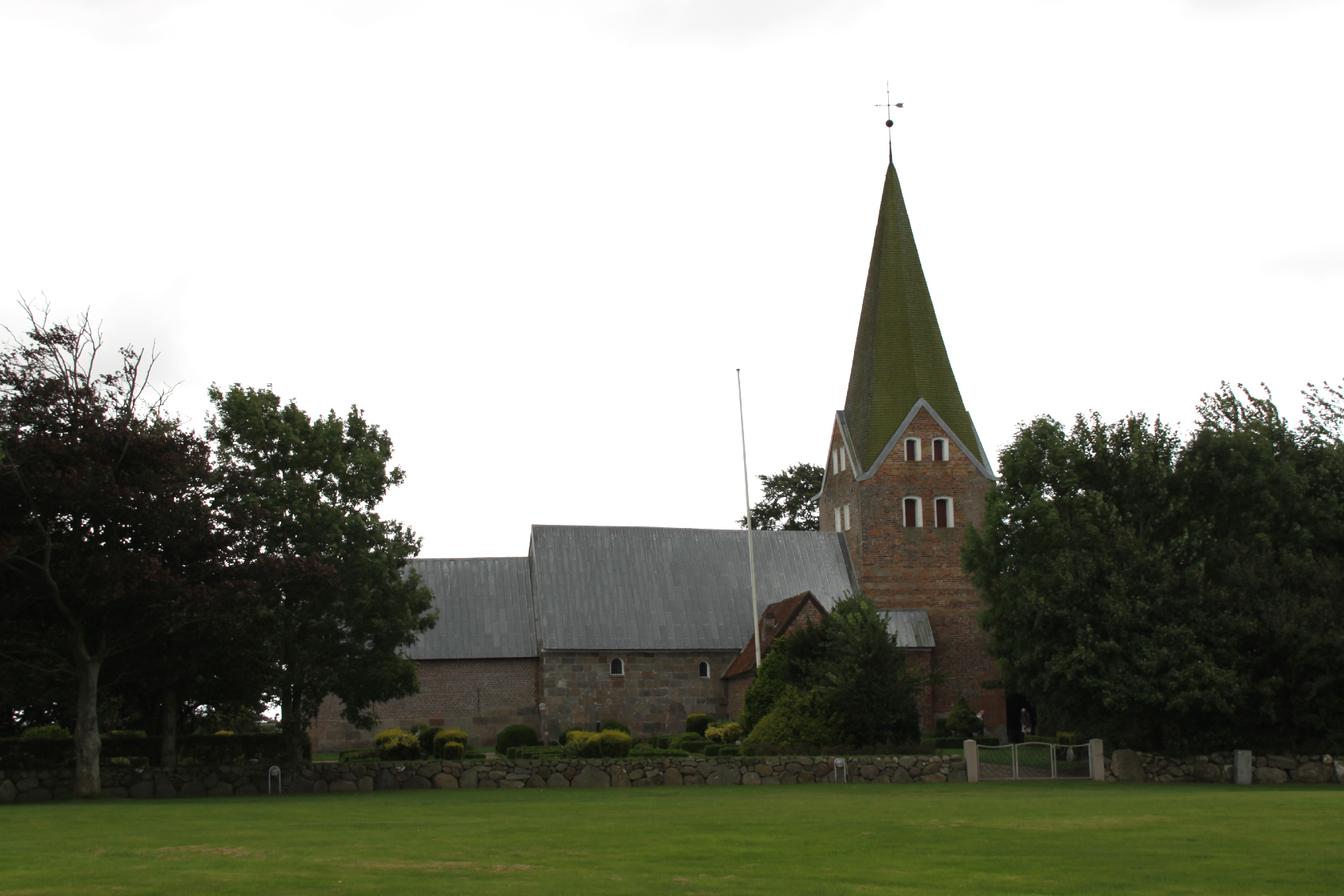
Daler Kirke (2017)

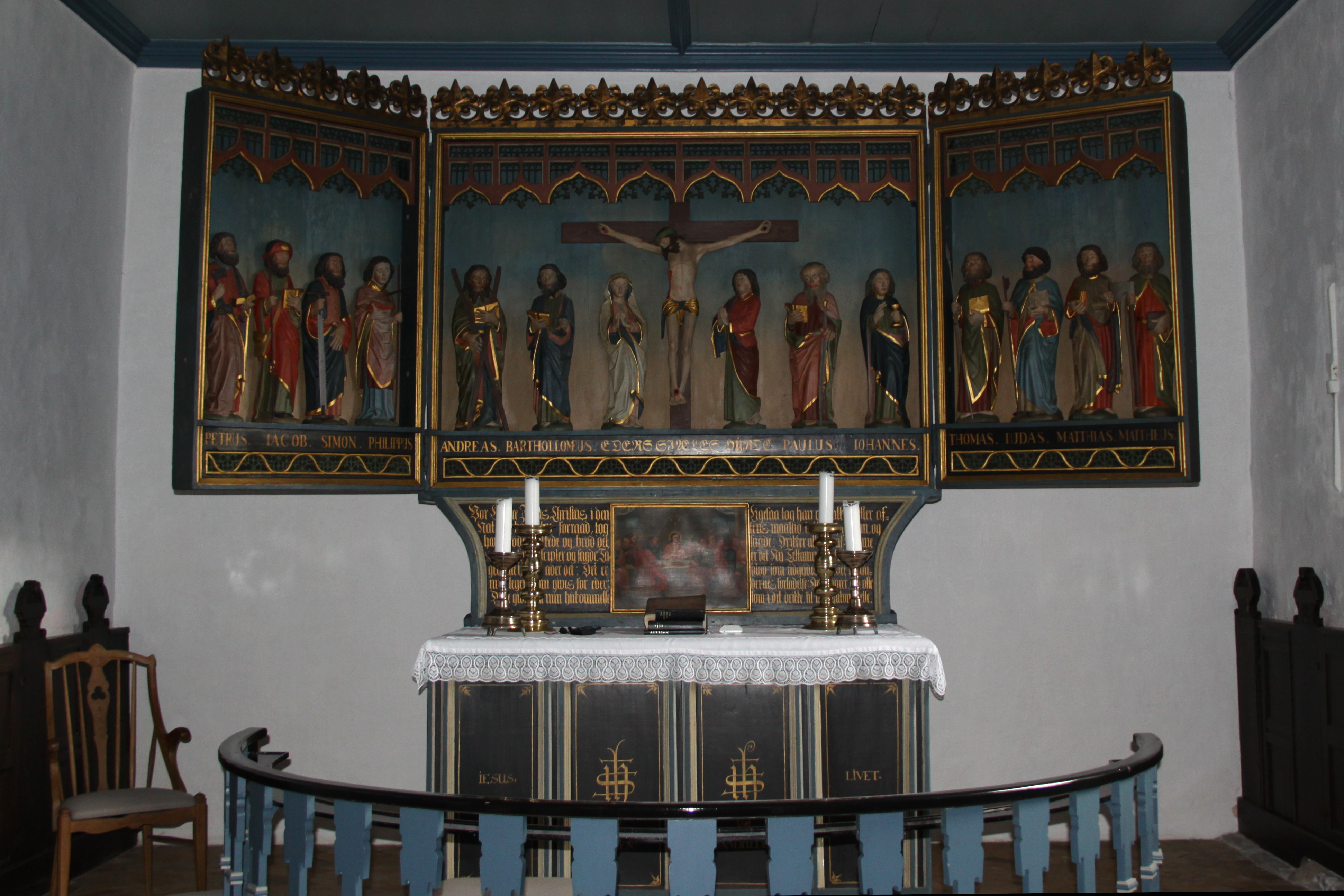
Daler Kirke, Altar (2017)

Das Kirchspiel gehörte bis 1970 zur Harde Tønder, Højer og Lø Herred im damaligen Amt Tondern. Mit der Auflösung der Hardenstruktur wurde das Kirchspiel in die Kommune Højer im 1970 neu gegründeten Sønderjyllands Amt aufgenommen.
Die Kommune wiederum ging mit der Kommunalreform zum 1. Januar 2007 mit anderen Kommunen in der neu gegründeten Kommune Tondern auf, die zur Region Syddanmark gehört.
In der Kirchspielsgemeinde wohnen derzeit (Stand 1. Januar 2023) 311 Einwohner.